# トルルス・モルク
トルルス（またはトゥルルス）・モルク（Truls Otterbech Mørk, 1961年4月25日 - ）は、ノルウェーのチェリスト。

## 経歴
ベルゲンの音楽家の家庭に生まれる。父親もチェリストで、母親はピアニストであった。7歳のとき母親の手ほどきでピアノを始めるがヴァイオリンも弾くようになり、やがて父親の指導でチェロの学習に切り替えた。
17歳で、新設なったエズベルク音楽学校にてフランス・ヘルメルソン（Frans Helmerson）に師事する。ムスティスラフ・ロストロポーヴィチなどのロシア楽派のチェリストの賛美者であったために、ロシア人チェリスト、ナタリア・シャホフスカヤのもとで研鑽を重ねた。
1982年にスカンジナビア出身の音楽家として初めてチャイコフスキー国際コンクールの最終選抜に残り、6位に入賞した。その後は1986年のニューヨーク・ノームバーグ・コンクールで2位に、また同年フィレンツェのカサド・チェロ・コンクールでも入賞した。1989年に初めて大々的な演奏旅行に乗り出し、ヨーロッパの主要なオーケストラと共演を行なった。1994年にはオスロ・フィルハーモニー管弦楽団と共演してアメリカ合衆国で演奏旅行を行ない、カーネギーホールやケネディ・センターにデビューした。
現在では国際的な活躍を続ける中堅チェロ奏者の一人であり、バッハの《無伴奏チェロ組曲》やショスタコーヴィチのチェロ協奏曲に至るまで、すなわち古今の室内楽や独奏曲から協奏曲に至るまでの幅広いレパートリーによって有為の演奏家として認められている。室内楽演奏への情熱が昂じて、スタヴァンゲル国際室内楽フェスティバルを組織するに至った。また、教育者として、オスロ・ノルウェー音楽院教授を務めている。
1723年ヴェネツィア製のドメニコ・モンタニャーナをノルウェー銀行より貸与され、愛用している。